# Zacharias Orth

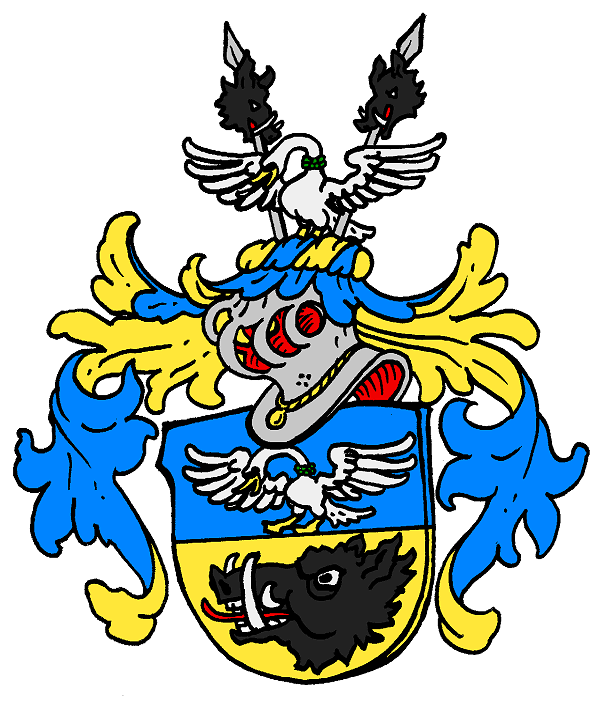
Wappen von Orth

Zacharias Orth, auch Orthus (* um 1530 in Stralsund; † 2. August 1579 in Barth) war ein deutscher Klassischer Philologe, Hochschullehrer und neulateinischer Dichter des Deutschen Humanismus.

## Leben
Orth besuchte um 1550 das Katharineum zu Lübeck unter dem vorher in Stralsund lehrenden Matthias Brassanus und begann 1551 ein Studium an der Universität Greifswald. Im November 1555 wechselte er an die Universität Rostock, wo er am 18. Mai 1557 gleichzeitig zum Baccalaureus und zum Magister promoviert wurde, nachdem er schon längere Zeit Vorlesungen über Homer und Ovid gehalten hatte.

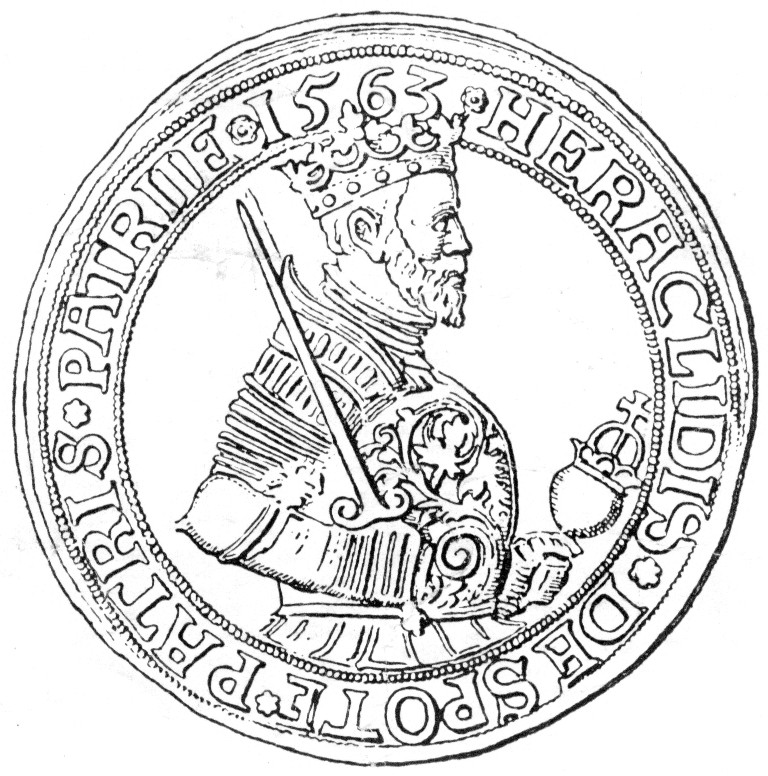
Johann Jakob Heraklides

Im Jahr zuvor war er hier Johann Jakob Heraklides (auch Jakob Basilikus Heraklides, genannt Despot, 1511–1563) begegnet, einem der Reformation zugewandten griechischen Söldner, der die Würde eines kaiserlichen Hofpfalzgrafen erhalten hatte und dadurch in der Lage war, Orth am 9. Oktober 1556 zum Poeta laureatus zu krönen.
Zum 1. September 1557 kam er an die Universität Wittenberg, wo er von Philipp Melanchthon gefördert wurde, der auch ein Vorwort zu Orths 1558 gedruckter Rede über die Dichtkunst schrieb. Die darin enthaltene Empfehlung an den pommerschen Herzog Johann Friedrich verfehlte ihre Wirkung nicht, und Orth wurde im September 1559 als Professor der Poesie und Geschichte an die Universität Greifswald berufen.
Zu seinem Lehrpensum zählten die Werke Vergils, Ovids und Ciceros; zu seiner eigenen Fortbildung las er in dieser Zeit, nach handschriftlichen Einträgen in seiner Bibliothek, die Werke von Herodot und Thukydides, aber auch das Werk des Bologneser Historikers Polydor Vergil († 1555). 1561 gab er eine Übersetzung der griechischen Geschichte von Georgios Gemistos Plethon († 1451) heraus, die er dem schwedischen König Erik XIV. widmete. Daraufhin wurde er im September 1561 nach Schweden eingeladen, wo er bis zum Frühling 1562 blieb. Er ging nach Stralsund, wo er eine Ausgabe seiner kleineren lateinischen Gedichte veröffentlichte.
Angeregt durch ein episches Stadtlob des Lübecker Rektors Petrus Vincentius von 1552, verfasste Orth ein episches Gedicht zum Lobe der Stadt Stralsund in 588 lateinischen Distichen, durch das er am meisten bekannt wurde.
Unter dem Titel Inclytae urbis Strasundae origo et res gestae schildert es, gestützt auf die Wandalia von Albert Krantz und mit mythologischen Personen und Begebenheiten gemischt, die Gründung Stralsunds durch Jaromar I. (1209), dann die Zerstörung durch Lübeck (1249), den Sieg beim Hainholz mit der Gefangennahme des Herzogs Erich von Sachsen-Lauenburg und die Erbauung des Rathauses durch das von ihm empfangene Lösegeld (1316), den Kampf mit den Seeräubern (1391/92), neben dem Untergang der dänischen Flotte, unter der Führung von Erichs XIII. Gemahlin Philippa von England (1429), und endet mit einer kulturgeschichtlich bedeutsamen Beschreibung der Stadt, ihrer Teiche und Gärten, sowie der benachbarten Insel Rügen.
Das Gedicht, das am Schluss auch die Verdienste der vier Bürgermeister Franz Wessel, Nikolaus Gentzkow, Georg Smiterlow und Joachim Klinkow hervorhebt, widmete er dem Stralsunder Rat. Dafür erhielt Orth am 29. Januar 1562 ein Ehrengeschenk von 30 Talern von Gentzkow.
Anschließend ging er wieder nach Wittenberg, wo er im Laufe des Jahres 1563 eine Reihe historischer Dichtungen in griechischen Distichen herausgab. Das erste Epos, Herzog Albrecht von Preußen gewidmet, behandelt angelehnt an Johannes Cuspinian († 1529) in 45 Elegien die griechischen Kaiser, von Nicephorus (803) bis zur Einnahme Konstantinopels. Daran schließt sich die Geschichte der türkischen Sultane nach Paolo Giovio († 1552), in 12 Gedichten an, mit einer Widmung an den späteren Kaiser Maximilian II. Das dritte Epos, Jakob Heraklides zugeeignet, verherrlicht in 65 Elegien die römischen Kaiser von Julius Cäsar bis Konstantin VI. und Irene (782); das vierte, dem Kaiser Ferdinand I. gewidmet, die deutschen Kaiser von Karl dem Großen bis Ferdinand I. in 42 Elegien. 1577 widmete er Königin Elisabeth von England ein Buch in griechischer Sprache und lateinischer Übersetzung, das das Leben von Julius Cäsar, Augustus und Tiberius beschrieb und auch das Lob berühmter Königinnen enthält.

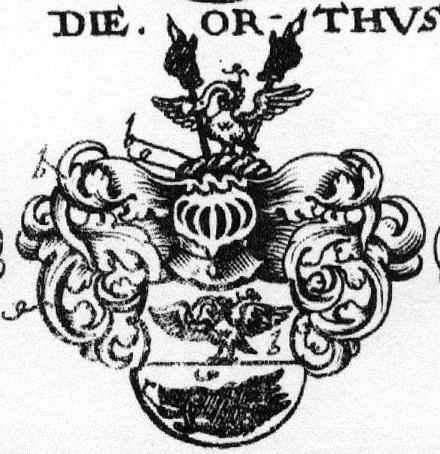
Wappen nach Siebmachers Wappenbuch

Herzogs Albrecht von Preußen ermöglichte Orth für mehrere Jahre ausgedehnte Reisen: von Königsberg (Preußen) nach Wien, wo er 1564 von Ferdinand I. und seinem Nachfolger Maximilian II. aufs Neue zum Dichter gekrönt wurde und ein Wappen erhielt, dann nach Tübingen, von wo er mehrere Briefe an Herzog Albrecht richtete, und nach Frankreich. Von hier kehrte er nach Preußen zurück und erhielt 1567 eine Professur an der Albertina, ging aber 1570 wieder nach Stralsund. Von dort reiste er 1572 nach Italien und 1573 nach Köln. 1579 gab er eine Neuauflage der Farrago des Lübecker Superintendenten Hermann Bonnus heraus.
Orth starb nach einem Aufenthalt in Stettin am 2. August 1579 in Barth im Hause des Stadtsekretärs Thomas Müller.

## Bibliothek

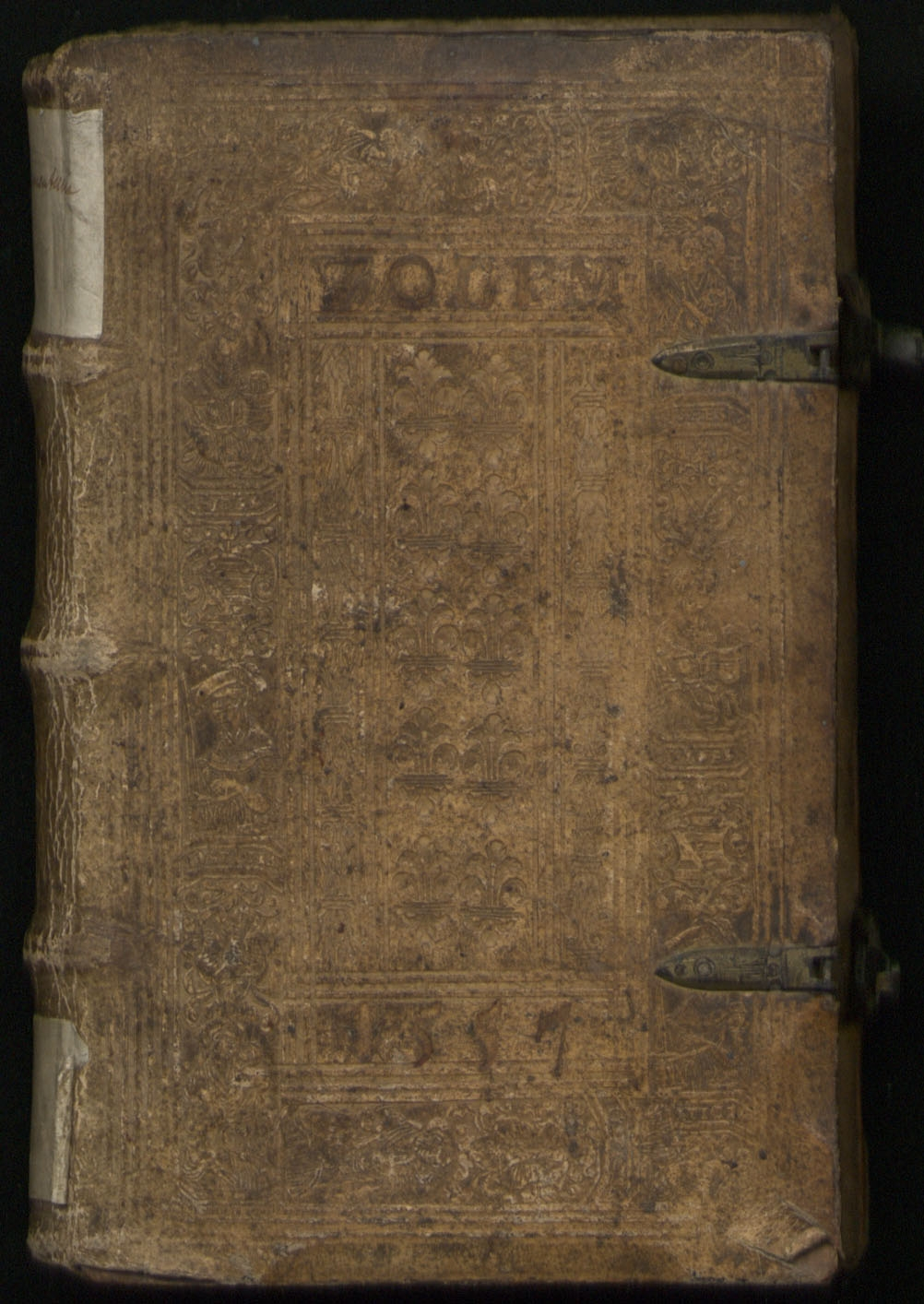
Einband mit Monogramm und Jahreszahl 1557 aus der Bibliothek Orths; 2012 versteigert

Die Bibliothek Orths erwarb der Rat der Stadt Stralsund 1579 von seinen Erben. Nachdem 1627 der Rektor Andreas Helvigius am Gymnasium Stralsund eine Gymnasialbibliothek gegründet hatte, überwies der Rat 1644 diese Sammlung von 112 Bänden philologischen, historischen, philosophischen und theologischen Inhalts dorthin. In seiner Bibliothek vereinte Orth sowohl die eigenen als auch die Werke namhafter Zeitgenossen wie Johannes Bugenhagens und seines Freundes Melanchthon und damals bekannter Dichter. Viele Bände tragen seinen eigenhändigen Namenszug und auf dem Buchdeckel die Aufschrift ZOPL (Zacharias Orthus poeta laureatus). Im Bestand findet sich neben Werken der griechischen und lateinischen Klassiker auch ein Baseler Druck des Neuen Testaments in Griechisch von 1533. Zu seinen eigenen Titeln zählen zwei Carmina (Rostock 1556 und 1562), ein Leichengedicht für den pommerschen Herzog Philipp I. (Greifswald 1560) und Trium Romanorum imperatorum … vita … (Wittenberg 1577). Die Gymnasialbibliothek kam 1945 ins Stadtarchiv Stralsund und wurde 2012 von der Stadt Stralsund an einen Antiquar verkauft. Es ist unklar, wie viele Bände aus der Bibliothek Orths zum verkauften Bestand gehörten. Mindestens zwei Bände mit seinem Monogramm (Z O L P bzw. Z O L P M) und Datierung 1557 kamen bei der Herbstauktion von Reiss & Sohn 2012 unter den Hammer und konnten in den Jahren 2013/14 von der Hansestadt Stralsund wieder zurück erworben werden. Einen überaus bemerkenswerten Band seiner Bibliothek stellt das kommentierte Kompendium lateinischer Zitate dar, der seinerzeit bekannten Cornucopiae sive Linguae Latinae. Es enthält als Spiegelbeklebungen Pergament-Handschriften aus dem 12. Jahrhundert.
Orths Stadtlob wurde nach seinem in der Bibliothek ebenfalls überlieferten Handexemplar 1831 von Ernst Heinrich Zober neu herausgegeben.

## Werke
- Oratio de arte poetica. Wittenberg: Krafft 1558
- Inclytae Urbis Stralsundae Origo Et Res Gestae: Ex Veris Historiis Conscriptae, Ad Amplissimum Senatum Populumque Sundensem. Rostock: Myliander 1562 (Digitalisat des Exemplars der Bayerischen Staatsbibliothek)

Neuausgabe: Ernst Heinrich Zober: Zacharias Orthus’ Lobgedicht auf Stralsund mit seinem Leben. Stralsund 1831
- Romanorum Imperatores Graece Atque Latine, Soluta Et Ligata oratione descripti. 1576 (Digitalisat des Exemplars der Österreichischen Nationalbibliothek)
- Trium Romanorum Imperatorum, C. Iulii Caesaris, Octavii Augusti, Et Tyberii Vita Prosa Et Ligata Oratione Graece Et Latine Descripta. Wittenberg: Krafft 1577 (Digitalisat des Exemplars der Bayerischen Staatsbibliothek)

### Briefe
- Ernst Heinrich Zober (Hrsg.): Drei Briefe an Herzog Albrecht von Preussen nebst Anhang. Stralsund: Löffler 1854